# Overfaldet paa postaapnerens datter
Overfaldet paa postaapnerens datter, även kallad Kampen om pengebrevet, är en norsk svartvit stumfilm från 1913. Filmen regisserades av Ottar Gladvedt och är hans filmdebut. Han skrev även manus och svarade för foto. I huvudrollen som brevbärarens dotter Ingrid Munkevold ses Solveig Gladtvedt. Filmen hade norsk premiär den 8 mars 1913.

## Handling
Brevbäraren John Munkevold har under många år delat ut posten i sitt stora distrikt. På senare år har han dock plågats av gikt och därför måste hans dotter Ingrid ofta hämta posten på stationen åt honom. Även denna dag blir Ingrid ivägskickad och på stationen träffar hon sin käresta Harry Brun, som arbetar på tåget. Hon får en postsäck och ett brev med pengar. När hon vinkar farväl tappar hon brevet och en landstrykare från Kristiania plockar upp det. Innan han lämnar tillbaka det läser han vad som står där: "Enebak Stone Mills Co. Banko 5.000 kroner." Ingrid rycker brevet till sig och skyndar hem. Tillsammans med en kamrat följer landstrykaren efter Ingrid för att stjäla brevet.
Ingrid kommer hem och ger postsäcken och brevet till fadern. Han ser då att brevet är märkt "snabbpost" och ber därför Ingrid att leverera det med detsamma. När landstrykarna hör detta tar de en genväg för att kunna genskjuta Ingrid. Samtidigt är Harry på väg hem till sig, inte långt ifrån John Munkevolds hus. När Ingrid går på vägen blir hon överfallen av landstrykarna. De stjäl brevet och ger sig iväg. Harry dyker upp och berättar vad som har hänt. Harry förstår att han behöver hjälp för att stoppa rånarna och ringer polisen från närmsta gård.
Landstrykarna har hunnit en bra bit på väg och har slagit sig ned i ett uthus för att undersöka bytet. De inser dock inte att de blivit förföljda av polisen. Den ene landstrykaren tas fast medan den andra undkommer. Han rusar mot järnvägsstationen och hinner precis hoppa på tåget innan det avgår. Harry tar en bil och kör efter tåget mot nästa station. När landstrykaren ser bilen köra jämte tåget skjuter han mot den och polisen besvarar elden. Senare finner de landstrykaren död med brevet i handen. Polisen tar hand om liket medan Inrid och Harry vänder hemåt. Där blir Harry belönad för sitt mod och får motta Ingrids och faderns samtyckte och välsignelse.

## Rollista
- Solveig Gladtvedt – Ingrid Munkevold, brevbärarens dotter

För övriga roller finns ingen information att tillgå.